# Amédée Louis Hettich
Amédée Louis Hettich (Nantes 1856 - 1937) was een Frans dichter, journalist en muziekpedagoog.
Hettich doceerde als zangpedagoog aan het Conservatorium van Parijs. Onder zijn leerlingen bevonden zich Madeleine Grey, Arthur Endrèze, Charles Panzéra en Erling Krogh.
Hij was als dichter de muze van Mélanie Bonis. Hij wilde haar in 1881 huwen, maar haar familie keurde dat af. Ze moest terstond het conservatorium verlaten; het is dan begin 1882. Zij gaf hem wel zijn gedeeltelijke pseudoniem Amédée Landély Hettich. In de jaren 90 ontmoetten de twee elkaar opnieuw. Ze krijgen dan in het geheim een dochter Madeleine, die ter adoptie wordt aangeboden. Zij komt terug in een gedicht van Hettich. Uit die vernieuwde kennismaking komt ook Les airs classiques voort. Ook Le Ruisseau ontstond uit deze relatie.
Hettich schreef als journalist voor L’Art musical. Hij had voorts bemoeienissen met de uitgaven van werken van Francis Poulenc, Jeanne Leleu, Charles Gounod, Christoph Willibald Gluck (vertaling Paris et Hélène) en Olivier Messiaen (Vocalise-etudes).
- Biblioteca Nacional de España: XX5624791
- Bibliothèque nationale de France: cb148198162 (data)
- Gemeinsame Normdatei: 1036969045
- International Standard Name Identifier: 0000 0001 2036 9452
- Library of Congress Control Number: no2004104485
- Base Léonore: 19800035/247/32848
- MusicBrainz: 3da00cf7-736a-4c14-bb56-1fd5e7268409
- Nationale Bibliotheek van Tsjechië: mzk2011633400
- Nederlandse Thesaurus van Auteursnamen: 26623707X
- Système universitaire de documentation: 15505161X
- Virtual International Authority File: 7652859
- WorldCat: E39PBJhGXyWQTRv9ycF4yDpwYP